# Lugaid mac Con
Pour les articles homonymes, voir Lugaid.
Lugaid mac Con roi des Érainn de Corcu Loígde et Ard ri Erenn légendaire d’Irlande de 195 à 225 apr. J.-C. selon les dates traditionnelles des Annales des quatre maîtres.

## Un roi mythique
Lugaid mac Con est identifié avec le roi « Mac Con mac aui Lugde Loigde » du Baile Chuinn Chétchathaig. Son nom signifie au sens propre « fils du chien ou du loup » (i.e du Guerrier). Le roi Lugaid mac Con est peut-être un alter ego du dieu Lug divinité bien connue du panthéon celtique. 
La tradition lui donne pour mère Sadh une fille de Conn Cétchathach et pour père Lugaid mac Mac Niad roi du Corcu Loígde et fait donc de lui le frère utérin de Éogan Mór le fondateur de la dynastie des Eóganachta.
Selon les conventions généalogiques irlandaises anciennes Lugaid mac Con serait un descendant de Ith mac Breaogan l’oncle du mythique Mileadh ou Mile. Toutefois la généalogie présentée est à l’évidence incomplète et il manque plus de vingt générations pour rester en cohérence avec celle des descendants d’Érimón le roi des Milesiens.
Lugaid mac Con est également réputé être l’ancêtre des Conmaicne. Dans le Baile Chuind Chétchathaig il est également explicitement relié aux "Corcu Loigde" une dynastie des Érainn qui partageait avec les proto Eóganachta la royauté suprême du Munster préhistorique. 
Les Annales des quatre maîtres qui le nomment « Maccon, mac Macniadh » lui accordent un règne sur Tara d’une durée de trente ans après qu’il eut tué Art Mac Cuinn et Éogan Mór lors d’un combat.
Lugaid mac Con aurait été déchu de la royauté après un déni de justice et obligé d’ abdiquer en faveur de Cormac Mac Airt avant d’être ensuite assassiné par Feircis, mac Coman Eces. Malgré cette fin de règne funeste il est considéré comme une figure épique et héroïque qui lutta contre la suprématie des Connachta les descendants de Conn Cétchathach

## Descendance
Les Annales des quatre maîtres lui attribuent deux fils homonymes qui auraient occupé le trône d’Ard ri Érenn pendant un an après la mort de Cairbre Lifechair :
- Fothad Cairpthech
- Fothad Airgthech

## Sources
- Edel Bhreathnach, The kingship and landscape of Tara.Pages 164-165  et The Legendary Connachta  Table pages 340-341. Four Courts Press for The Discovery Programme Dublin (2005)